# Время убивать (фильм, 1996)
«Время убивать» (англ. A Time to Kill) (1996) — юридический триллер по дебютному одноимённому роману Джона Гришэма. Фильм собрал в прокате 108 766 007 долларов, включая 19 628 271 долларов за первые пять дней показа.
Хотя фильм в целом был положительно принят американскими критиками, как фактически оправдывающий самосуд и открыто пропагандирующий смертную казнь, он также был подвергнут разгромной критике во французской левой прессе, а правозащитная организация Amnesty International назвала изображение в нём вышеупомянутых тем «тревожным».

## Сюжет
Городок Клэнтон, штат Миссисипи. Двое белых расистов Билли Рэй Кобб и Джеймс Льюис Уиллард проявляют неуважение к местным жителям, разбрасывая пивные бутылки. Затем они насилуют 10-летнюю чёрную девочку Тони и пытаются её повесить.
Темнокожий шериф Оззи Уоллс арестовывает насильников в баре, пытавшихся оказать сопротивление. Адвокату Джейку Бригенсу (Мэттью Макконахи) сообщают о произошедшем, так как он уже защищал Кобба, получившего срок за хранение наркотиков и освободившегося в прошлом году. Адвоката посещает отец девочки, Карл Ли Хейли (Сэмюэл Л. Джексон) и напоминает о случае изнасилования другой темнокожей девочки четырьмя белыми, избежавшими наказания. Бригенс молчит, когда Хейли задаёт вопрос, как бы тот поступил, надругайся насильники над его малолетней дочкой Ханной.
По законам штата за изнасилование не предусмотрено смертной казни. Насильникам грозит 10 лет тюрьмы, но по истечении какого-то времени они имеют возможность выйти досрочно. Это не устраивает Хейли. Ветеран вьетнамской войны врывается в зал суда и расстреливает обоих насильников из М16 в тот момент, когда их сопровождают для рассмотрения вопроса об освобождении из-под ареста под залог. Преступники погибают; при этом ранен в колено один из полицейских, Дуэйн Луни, конвоировавший арестованных. Бригенс шокирован случившимся, хотя он предполагал такой исход событий. Сбежавшего домой спокойного Хейли, попрощавшегося с женой Гвен и тремя сыновьями, арестовывают, ему грозит газовая камера.
Дело о хладнокровном убийстве афроамериканцем двух белых в городке на юге США вызывает громкий политический резонанс. Бригенс назначен адвокатом Хейли, которому грозит газовая камера за убийство первой степени. Против них выступит прокурор Руфус Бакли (Кевин Спейси), который ни разу не проиграл Бригенсу в делах, касаемых убийств. Бакли ставит на то, что присяжными штата будут белые, и у Хейли не будет ни единого шанса.
Для защиты Карла Ли адвокат Бригенс прибегает к помощи своего учителя и наставника Люсьена Уилбэнкса (Дональд Сазерленд), лишённого лицензии. Тот советует подать прошение на перенос дела в другой штат. Дело резонансное — независимо от исхода справедливость восторжествует.
Проходят скромные похороны насильников, на которых присутствуют только семья и близкие друзья. Брат убитого, такой же расист Фредди Ли Кобб (Кифер Сазерленд), жаждет отомстить убийце. Он угрожает Бригенсу по телефону.
Предварительные слушания возглавляет Омар Нус. Суд назначается на 22 июля. Бригенс настаивает на невменяемости Хейли. Судья отказывает в залоге. На помощь молодому адвокату, которого высмеивает прокурор, приходит молодая девушка, подкладывающая на стол документ с прецедентом в отказе в залоге. Судья меняет решение.
Хейли не может оплатить услуги адвоката в связи с тяжёлым финансовым положением и недавним увольнением. Спасительницей Бригенса оказывается Элен Рорк (Сандра Буллок), студентка юридического колледжа и дочь адвоката Шелдона Рорка, сочетающая в себе талант пытливого юриста и частного детектива, выступающая за отмену смертной казни. Она предлагает Бригенсу бесплатные услуги вследствие богатства отца и даёт тому дела, в которых подобные убийцы были оправданы.
Фредди Кобба с завязанными глазами привозят к главе Ку-клукс-клана, «Великому дракону Миссисипи». Тот советует ему собрать приспешников, чтобы возглавить отделение организации в округе, так как старые методы борьбы клана с темнокожими более не работают.
Хейли посещает Дуэйна Луни в госпитале и просит у того прощения. Фредди раздаёт заявки знакомым. Гвен и пришедшая в себя Тони посещают методистскую церковь под радостные крики прихожан. Агенты Организации по защите прав цветных просят настоятеля провести сбор средств в поддержку Хейли, и изъявляют желание поменять тому адвоката.
На собрании Ку-клукс-клана Великий Магистр принимает новых членов. Жене Бригенса звонит неизвестный, представляющийся Микки Маусом, и предупреждает об опасности. Та замечает перед домом горящий крест. Бригенс не верит, что расистская организация до сих пор существует. Супруга злится, так как он не позвонил шерифу Уоллсу, поделившимся с ней опасениями о намерениях Хейли, хотя обещал сделать это, тем самым не предотвратив кровопролитие.
Гвен сообщает Хейли, что из-за последствий изнасилования Тони не сможет иметь детей. Тот говорит, что только мысль о смерти насильников даёт ему утешение. Секретарша Бригенса Этель Уитт сообщает, у них кончаются деньги, и что ей звонили домой с угрозами.
Бригенс встречается с активистами за права чёрных, те предлагают адвоката за семь тысяч долларов вместо пятидесяти тысяч долларов. Хейли недоволен, что собранные средства пойдут на оплату адвокатов, а не на поддержку его семьи. Оба угрожают преподобному Аджи распространением новостей о его мошенничестве, если семье обвиняемого не будет выписан чек.
За Этель Уитти начинает следить Кобб. Бригенс знакомит Рорк со своим другом Гарри Воннером, адвокатом по семейным делам, после чего отказывается от её услуг. После её ухода Воннер отклоняет предложение друга.
Человек с татуировкой Микки Мауса звонит в офис шерифа, сообщая, что сегодня кто-то умрёт. Уоллсу и Бригенсу удаётся перехватить члена Ку-Клукс-клана с кейсом с бомбой у дома последнего. Адвокат выбрасывает её прежде, чем та взрывается. Джейк отправляет жену с дочерью самолётом к её родителям.
Бригенс посещает судью Омара Нуса, тот отказывает в переносе дела в другой округ. Нус предлагает сделку — убедить Хейли признать вину, после чего тот получит 20 лет за непредумышленное убийство. Затем Джейк приходит к Уилбенсу, где знакомится с доктором Уиллардом Бассом, лицензированным специалистом с безупречной репутацией, несмотря на пристрастие к алкоголю. Ночью ку-клукс-клановцы нападают на Этель и её мужа Бадда, избивая его и требуя передать послание Бригенсу.
Рорк посещает Бригенса, переночевавшего в конторе, и приглашает того на обед. Тот убеждён в эффективности смертной казни, Элен предлагает ему посетить её и уличает в лицемерном поведении закомплексованного южанина-провинциала, постеснявшегося привести её в кафе не для чёрных, однако быстро отходит и извиняется.
Руфус Бакли сообщает о месте заседания суда и готовом списке 150 потенциальных присяжных дела, запечатанном в конверте. Батт попадает в реанимацию. Темнокожие требуют освобождения Хейли.
Бригенс, Рорк, Воннер и Уилбенс собираются для обсуждения собственного списка присяжных. У адвоката и прокурора есть право на отвод 12 человек. В это время «Рыцари Ку-клукс-клана» сталкиваются с чернокожими демонстрантами. Гвен ударяет Великого магистра рупором, начинается массовое побоище. «Великого дракона» поджигают коктейлем Молотова. Легко раненый Бригенс просит Рорк дискредитировать государственного психиатра, дабы у Хейли появился шанс.
Великий магистр Стамп умирает от ожогов, но Кобб не намерен сдаваться. В пабе Бригенс признаётся Рорк, что хотел, чтобы Хейли убил насильников, представив, что на месте Тони — его дочь Ханна. Ку-клукс-клановцы вновь бросают подожжённый крест у дома Бригенса. Завтра состоится заседание, Джейк просит Элен основательно подготовиться, они почти целуются, но в последний момент Бригенс уходит. Пожарные тушат горящий дом адвоката, в котором остался пёс Макс. Всё это видит полицейский — один из поджигателей. На пепелище Бригенс находит семейное фото. Воннер просит друга отказаться от дела вследствие семейных проблем и общего напряжения, но получает отказ. Макс оказывается жив.
Перед зданием суда, оцепленных военными и бронетехникой, собирается большая демонстрация. Одни скандируют «Свободу Карлу Ли!», другие «Поджарим Карла Ли!».
Бригенс опрашивает мать убитого Билли Кобба, вопрошая, сколько её сын за 23 года жизни похитил и изнасиловал детей. Нус объявляет перерыв. Бакли показывает М16, из которого были убиты насильники. Бригенс опрашивает Оззи Уоллса, за вопрос, подписали ли насильники признание в содеянном, судья вновь останавливает его. Несмотря на это, шериф отвечает утвердительно, заседание переносится на завтра.
Бригенс и Уилбенкс приходят на похороны Бадда. Уитти говорит, что они все проиграли. Заседающие в мотеле присяжные-расисты выносят Хейли соответствующий вердикт, лишь один мужчина голосует «Невиновен».
На допрос вызывают помощника шерифа Дуэйна Паула Луни, потерявшего ногу. В это время Рорк проникает в кабинет государственного психиатра. Луни говорит, что на месте Хейли сделал бы то же самое, ведь у него самого есть дочь. Он считает Карла героем, зал возмущён. Вызывают доктора Уилбера Роудхивера, заведующего клиникой для душевнобольных «Уитфилд», объясняющего правило Макнотена и говорящего, что в момент совершения убийства Хейли был вменяем. В зал является Элен Рорк и даёт Бригенсу украденные документы. Выясняется, что в 46 заседаниях за 11 лет Роудхивер не признал ни одного из обвинённых невменяемым. В 1985 году тот признал Дэна Бейкера, совершившего двойное убийство, вменяемым, несмотря на обратное, после чего тот был отправлен на лечение в «Уитфилд». Бригенс ловит доктора на признании обвиняемых вменяемыми в интересах суда. Кобб пытается убить Бригенса из снайперской винтовки при выходе из суда, но попадает в одного из солдат.
Ночью Элен останавливает полицейский ку-клукс-клановец, её похищают. Кобб срывает с неё одежду и решает оставить на съедение зверям. Её спасает мужчина с чёрной бородой и татуировкой Микки Мауса, присутствовавший на похоронах Кобба и Уилларда и на церемонии похищения Рорк.
Защита вызывает доктора Уилларда Тирелла Басса, тот говорит, что у Хейли был рецидив диссоциации, как у Джона Хинкли, покушавшегося на жизнь Рональда Рейгана и признанного невменяемым, одним словом, он был невменяем. Бакли устраивает Бассу ловушку, сообщая, что 17 октября 1960 года Басс был осуждён в половой связи с несовершеннолетней, что закон признаёт изнасилованием, в мотеле Далласа на основании сделанных полицией 11 сентября фотографий. Тому приходится подтвердить слова прокурора. Уилбенкс призывает Бригенса не бросать дело, как однажды сделал он, но на приглашение присутствовать отказывается заходить в зал суда. Начинается допрос Карла Ли Хейли. Он рассказывает, как дочь говорила ему, как звала папу, когда её насиловали и вешали. Бакли вынуждает Хейли ответить на вопрос, заслуживали ли преступники смерти. Тот твёрдо отвечает: «Да, они заслуживали смерти, и я надеюсь, они горят в аду!». Под волнение зала заседание заканчивается.
Бригенс навещает Рорк и целует её в лоб. Присяжные выносят тот же вердикт Хейли, на этот раз единогласно. Жена посещает Джейка без его ведома. Она поняла, что тот хотел восстановить справедливость. Бригенс посещает Хейли и говорит, что все юридические зацепки исчерпаны. Карл говорит о расовом неравенстве, добавляя, что Бригенс — его козырь из лагеря плохих.
На суд приходит Уилбенкс. В заключительной речи Бакли настаивает на том, что самосуд неприемлем. Бригенс вместо долгой заключительной речи просит у присяжных прощения, добавляя, что изнасилованная 23-летним Бассом 17-летняя девушка в дальнейшем стала его женой и родила ему детей, и они в браке по сей день. Под гробовую тишину он просит их закрыть глаза и рассказывает историю — маленькая девочка идёт домой из магазина. Вдруг подъезжает машина, из неё выскакивают двое парней и хватают её. Они тащат её на поляну, связывают, срывают одежду, затем ложатся по очереди сверху и насилуют, уничтожая всё невинное и чистое запахом алкоголя и пота. После этого, лишив девочку возможности стать матерью, они начинают кидать в неё банки пива, пробивая тело до костей. Затем они мочатся на её, после чего вешают. Ветка ломается, девочка падает. Они кидают её в машину и бросают в ручей с моста с высоты 30 футов. Девочка изнасилована, избита, поломана, пропитана мочой, спермой и кровью. Бригенс еле сдерживает слёзы и просит представить девочку белой, после чего заканчивает.
Толпа ожидает решения. Двери открываются, и один из сыновей Хейли кричит «Невиновен!». Часть радуется, часть негодует. Уоллс уличает полицейского Хартингса в членстве в клане, Кобба арестовывают. Карл Ли обнимает не присутствовавшую на суде Тони.
Бригенс с семьёй приезжает на массовое празднование у дома Хейли и говорит, что их дочери могут играть друг с другом. Оба дружески улыбаются.

## В ролях
- Мэттью Макконахи — адвокат Джейк Тайлер Бригенс
- Сандра Буллок — Элен Рорк («Роарк», как называет её Бригенс)
- Сэмюэл Л. Джексон — Карл Ли Хейли
- Эшли Джадд — Карла Бригенс
- Оливер Платт — Гарри Рекс Воннер
- Кевин Спейси — прокурор Руфус Бакли
- Кифер Сазерленд — Фредди Ли Кобб
- Дональд Сазерленд — Люсьен Уилбенкс
- Патрик Джозеф Макгуэн — судья Омар Нус
- Чарлз С. Даттон — шериф Оззи Уоллс
- Бренда Фрикер — Этель Уитти
- Майкл Эммет Уолш — доктор Уиллард Тирелл Басс
- Энтони Хилд — доктор Уилберт Роудхивер
- Тони Стюарт — Гвен Хейли
- Джон Диль — Тим Нанли
- Крис Купер — Дуэйн Луни
- Ники Кэтт — Билли Рэй Кобб
- Дуг Хатчисон — Джеймс Льюис Уиллард

## Награды и номинации
- 1997 — номинация на премию «Золотой глобус» за лучшую мужскую роль второго плана (Сэмюэл Л. Джексон)
- 1997 — премия канала «MTV» за прорыв года (Мэттью Мэкконахи), а также две номинации: лучшая женская роль (Сандра Буллок), лучший злодей (Кифер Сазерленд)
- 1997 — номинация на премию «Золотая малина» за худший сценарий фильма, с кассовыми сборами более $100 млн. (Акива Голдсман)
- 1997 — номинация на премию «YoungStar Awards» за лучшую молодую актрису — драма (Рэйвен Келли)

## Съёмки
- На роль Джейка Бригенса планировались Вэл Килмер, Джон Кьюсак, Роберт Дауни-младший, Эйдан Куинн и Брэд Питт. Рассматривались также кандидатуры Вуди Харрельсона и Кевина Костнера. Последний был очень близок к утверждению, но против этого выступил Джон Гришэм — сопродюсер и автор книги, на которой основан сюжет фильма — опасавшийся, что Костнер «подомнёт под себя» всю съёмочную группу и будет влиять на сюжет фильма. Для Гришэма же это было неприемлемо. «Время убивать» был первым его опубликованным романом и автор неоднократно признавался, что считает этот роман лучшим из всех своих произведений. Именно стремление сделать его экранизацию максимально близкой к роману и вынудило Гришэма стать сопродюсером этого фильма. На главную роль был утверждён Мэттью Макконахи, к этому моменту уже утверждённый на роль ку-клукс-клановца Фредди Ли Кобба. Роль опустившегося Люсьена Уилбэнкса изначально должен был сыграть Пол Ньюмен, уже исполнявший подобную роль в тематически схожем «Вердикте» Сидни Люмета, но он категорически отказался сниматься в фильме, содержащем сцены насилия. Вместо Ньюмена на эту роль был назначен Дональд Сазерленд.
- Шумахер двумя годами ранее уже снимал фильм по роману Гришэма — «Клиент» — c Сьюзан Сарандон и Томми Ли Джонсом в главных ролях.
- В этом фильме сыграла династия Сазерлендов — отец Дональд и сын Кифер.
- Кифер Сазерленд, сыгравший в фильме активиста Ку-Клукс-Клана, брата одного из двух жертв, убийство которых стало завязкой сюжета этого фильма, девятью годами ранее сыграл в фильме «The Killing Time», известном в России под тем же названием — «Время убивать».
- В фильме действие происходит в реальном городе Кентоне, штат Миссисипи, а не в вымышленном Клентоне, как в романе.
- Строчка Сэмюэла Л. Джексона «Да, они заслуживали смерти, и я надеюсь, они горят в аду!» часто использовалась в рекламах и трейлерах и стала «визитной карточкой» Сэмюэла Л. Джексона.

## Отзывы
На сайте-агрегаторе Rotten Tomatoes фильм имеет рейтинг 68 % на основании 56 критических отзывов. На сайте Metacritic рейтинг фильма составляет 54 из 100 на основании 21 отзыва.